# Sclerophylax trisperma
Sclerophylax trisperma är en potatisväxtart som beskrevs av Fulvio. Sclerophylax trisperma ingår i släktet Sclerophylax och familjen potatisväxter. Inga underarter finns listade i Catalogue of Life.